# 赤穂市立赤穂小学校
赤穂市立赤穂小学校（あこうしりつ あこうしょうがっこう）は、兵庫県赤穂市加里屋にある公立小学校。
校歌は三木露風作詞、近衛秀麿作曲。2018年11月17日に大阪城ホールで開催された第37回全日本小学校バンドフェスティバルでは銀賞を受賞した。

## 地理
赤穂市の中心市街地に位置し、JR赤穂線播州赤穂駅から南に徒歩約3分の場所にある。南東約700メートルに千種川が流れ、南西約1.5キロメートルには赤穂城址や赤穂大石神社がある。赤穂市立赤穂中学校の学区に含まれている。

## 沿革
- 1873年 - 赤穂に博文小学校・文明小学校・蓼理小学校・梨智小学校の4小学校が開校。
- 1876年 - 4小学校が合併して蓼洲小学校が開校。
- 1877年 - 中村（中広）永応寺に校舎移転。
- 1887年 - 加里屋尋常小学校に改称。
- 1941年 - 赤穂国民学校に改称。
- 1947年 - 赤穂町立赤穂小学校に改称。
- 1951年 - 赤穂市立赤穂小学校に改称。
- 1963年 - 日生町立福河小学校より147名編入。
- 1978年4月1日 - 赤穂市立赤穂西小学校を分離。
- 1984年4月1日 - 赤穂市立城西小学校を分離。
- 2007年 - プール施設改修工事完了。
- 2012年 - 耐震補強工事完了 。
- 2018年 - 校舎大規模改修工事完了。

## 教育目標
- 夢を大きく膨らませ、共に支え合う児童を育てる

## 通学区域
- 加里屋(新町(110番地14から110番地18までを除く)、1854番地から1860番地まで、三樋町、城西町、上仮屋及び上仮屋南の南に沿接する地区を除く)、加里屋南、加里屋中洲、山手町、元町、寿町、細野町、中広(東沖を除く)、北野中(春日、市営住宅)、南野中(千種川左岸地区を除く)及び塩屋の一部[2]

## 校区内の主な施設
- JR赤穂線播州赤穂駅
- 赤穂市役所
- 赤穂市立赤穂幼稚園
- 赤穂市子育て学習センター
- 赤穂市立図書館
- 赤穂市文化会館ハーモニーホール
- 兵庫県赤穂警察署

## 通学区域が隣接している学校
- 赤穂市立城西小学校
- 赤穂市立塩屋小学校
- 赤穂市立高雄小学校
- 赤穂市立坂越小学校
- 赤穂市立尾崎小学校